# الرجيمة (حبيش)

تعديل مصدري - تعديل

الرجيمة محلة تابعة لقرية الجبوب، التابعة لعزلة الناحية بمديرية حبيش إحدى مديريات محافظة إب في الجمهورية اليمنية، بلغ تعداد سكانها 20 حسب تعداد اليمن لعام 2004.